# Chilský hřbet

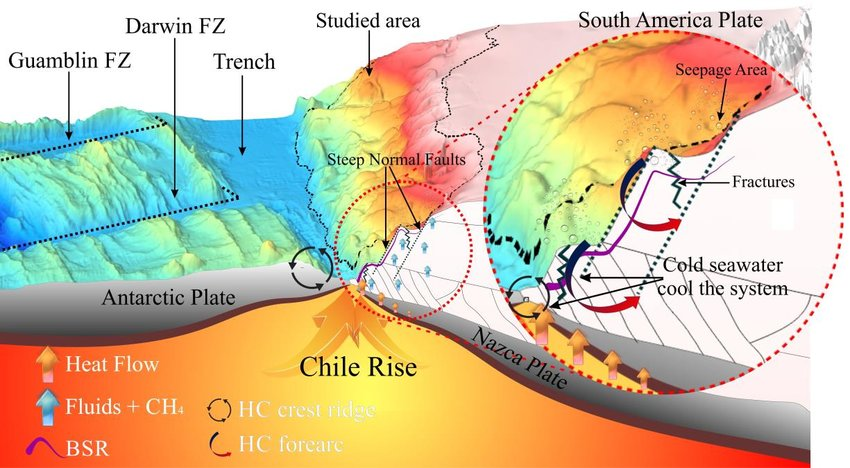
Schematické zobrazení Chilského hřbetu

Chilský hřbet je středooceánský hřbet v Tichém oceánu, který od sebe odděluje tektonickou desku Nazca a Antarktickou desku. Na východě se svažuje až k Peruánsko-chilskému příkopu, kde subdukuje (zasouvá se) pod Jihoamerickou desku. Na západě vede k "hraničnímu kameni" tří velkých desek (krom Antarktické a Nazca ještě Pacifické) zvanému mikrodeska Juana Fernandéze. Na pobřeží Jižní Ameriky (konkrétně Chile) je místem, kde pod hladinou končí Chilský hřbet, záliv Peñas (Golfo de Peñas).